# Chrysonotomyia sudoensis
Chrysonotomyia sudoensis är en stekelart som beskrevs av Paik 1992. Chrysonotomyia sudoensis ingår i släktet Chrysonotomyia och familjen finglanssteklar. Inga underarter finns listade i Catalogue of Life.